# احمد وضاح
احمد وضاح (انگلیسی: Ahmed Wadah؛ زادهٔ ۱۲ فوریهٔ ۲۰۰۰) بازیکن فوتبال اهل سودان است.
وی همچنین در تیم ملی فوتبال سودان بازی کرده‌است.